# Dieter Ameling
Dieter Ameling (* 17. August 1941 im Osnabrücker Land; † 4. September 2020) war ein deutscher Manager. Er war bis 1. April 2008 Präsident der Wirtschaftsvereinigung Stahl und Vorsitzender des Stahlinstitut VDEh.

## Leben
Nach seinem Abitur 1961 studierte Dieter Ameling Metallurgie und Werkstoffwissenschaften an der Bergakademie Clausthal, der späteren Technischen Universität Clausthal. Zusätzlich wurde er 1961 Mitglied der katholischen Studentenverbindung AV Glückauf-Salia. Nach einer Assistentenzeit von 1967 bis 1971 wurde er 1971 mit der Arbeit Untersuchungen im Sechsstoffsystem CaO - FeOn - MgO - MnOn - P2O5 [PO] - SiO2 bei 1600 °C im Gleichgewicht mit Eisen an der Fakultät für Bergbau, Hüttenwesen und Maschinenwesen der TU Clausthal zum Dr.-Ing. promoviert.
Seine erste Anstellung führte ihn zu den Röhrenwerken Bous/Saar (1971–1973). 1974 wurde er Stahlwerkschef der Hamburger Stahlwerke. 1981 wechselte er zunächst zur Thyssen Niederrhein AG Oberhausen und Hochfeld als Betriebsdirektor und Werksleiter und 1985 als Direktor und Leiter der Betriebswirtschaft zur Thyssen Stahl AG. 1991 wurde er Vorstandsmitglied der Saarstahl AG. Von 1994 bis 1998 war Ameling Vorsitzender der Geschäftsführung der Krupp VDM GmbH. Die TU Clausthal ernannte ihn 1997 zum Honorarprofessor.
1998 wurde Ameling Geschäftsführendes Vorstandsmitglied des Vereins Deutscher Eisenhüttenleute (VDEh), dem heutigen Stahlinstitut VDEh, und 2000 Präsident der Wirtschaftsvereinigung Stahl in Düsseldorf sowie Vorsitzender des Stahlinstituts VDEh. Er führte beide Gemeinschaftsorganisationen unter dem Dach des Stahl-Zentrums. Zeitgleich wurde er Präsidiumsmitglied des Bundesverbandes der Deutschen Industrie (BDI) und war dessen Repräsentant für Nordrhein-Westfalen. Amelings Nachfolge als Vorsitzender des Stahlinstituts VDEh trat 2008 Hans Jürgen Kerkhoff an.
Ameling war 2003 bis 2017 Vorsitzender des Vereins von Freunden der Technischen Universität Clausthal. 2017 verlieh ihm diese die Ehrenbürgerwürde. Von 2006 bis 2015 war er Vorsitzender des Stiftungsrates des Klosters Volkenroda. Er engagiert sich sehr für Volkenroda, zumal dort der Christus-Pavillon von der EXPO 2000, auch „Stahlkirche“ genannt, im Jahre 2001 wieder aufgebaut wurde. Von 2007 bis 2009 war er Mitglied des Senats der Deutsche Akademie der Technikwissenschaften acatech. Das Stahlinstitut VDEh ernannte ihn zum Ehrenmitglied. Von 2005 bis 2010 war Ameling Präsidiumsmitglied des Deutschen Instituts für Normung (DIN). Aufgrund seiner Verdienste um die Normung von Eisen und Stahl wurde er Mitglied des Waldemar-Hellmich-Kreises. Die Bundesvereinigung Deutscher Recycling- und Entsorgungsunternehmen (BDSV) verlieh ihm die goldene Ehrennadel.
Nach dem Ausscheiden aus seinen Ämtern im Stahl-Zentrum war er als Industrieberater aktiv. Bei der an der Londoner Börse notierten Eurasian Natural Resources Corporation PLC (ENRC) war er von 2010 bis 2013 Non-executive Board Member. Außerdem war er Mitglied des Fachbeirates des Vereins EIKE, der den wissenschaftlichen Konsens der menschengemachten globalen Erwärmung bestreitet. Ameling war ab 1981 Mitglied des Rotary Clubs Oberhausen, mit einer Unterbrechung als Mitglied des Rotary Clubs Saarbrücken von 1992 bis 1995.